# Kasra Nouri
Kasra Nouri (27 giugno 1990) è un giornalista e attivista iraniano, arrestato dal regime islamico.

## Biografia
Attivista per la difesa dei diritti umani, giornalista e direttore del sito "Majzooban-e Noor", che ha riportato gli eventi delle manifestazioni del 2018 del gruppo Derviscio, finiti con diversi morti e centinaia di arrestati. Nouri è stato arrestato l'ultima volta con la sua famiglia durante proprio durante queste proteste, e condannato a 12 anni di carcere (oltre a 148 frustate). Sono previsti inoltre due anni di esilio in una città remota, il divieto di impegnarsi in attivittà politiche, sociali e mediatiche per due anni, il divieto per due anni di viaggiare al di fuori dell'Iran.
Era già stato arrestato l'11 gennaio 2012. Nel 2013 ha condotto uno sciopero della fame.